# Ángel Cousillas Barandiarán
Ángel Cousillas Barandiarán (ur. 29 marca 1865, zm. 19 kwietnia 1946) – hiszpański malarz i rzeźbiarz pochodzący z prowincji Kadyks.
Był synem pułkownika piechoty morskiej Tomasa Cousillas y Marassi i Concepción Barandiarán Albertz. W 1883 r. wstąpił jako aspirant do Akademii Piechoty Morskiej San Fernando, a w 1900 r. został mianowany pomocnikiem admirała Alejandro Churruca w Madrycie. Korzystając z pobytu w stolicy zajął się kopiowaniem dzieł z muzeum Prado. Odwiedzał również pracownię Joaquina Sorolli.
W 1897 r. ożenił się z Marią Montojo Zacagnini, która zmarła rok później w wyniku komplikacji po porodzie. Cousillas pozostał wdowcem do końca życia.
W 1896 r. wziął udział w kampanii na Kubie, w której zdobył odznaczenie. W 1919 r. wysłano go do Alcazarquivir w Maroku, gdzie uważnie studiował pejzaże i mieszkańców.
Uprawiał różne techniki: rzeźbę w kamieniu, malarstwo olejne i ścienne, rysunek, akwarelę.